# Кальнянська сільська рада (Долинський район)
| Кальнянська сільська рада — орган місцевого самоврядування у Долинському районі Івано-Франківської області з адміністративним центром у с. Кальна. Сільській раді підпорядковані населені пункти: - с. Кальна |

## Склад ради
Рада складається з 16 депутатів та голови.

### Керівний склад ради
| ПІБ                     | Основні відомості                                                                     | Дата обрання | Дата звільнення |
| ----------------------- | ------------------------------------------------------------------------------------- | ------------ | --------------- |
| Равлюк Віктор Романович | Сільський голова, 1966 року народження, освіта, член Української Народної Партії      | 26.03.2006   | 31.10.2010      |
| Равлюк Віктор Романович | Сільський голова, 1966 року народження, освіта вища, член Української Народної Партії | 31.10.2010   |                 |

Примітка: таблиця складена за даними джерела